# Kenso (álbum)
Kenso  también a veces titulado Kenso I es el primer álbum de estudio y álbum debut de la banda japonesa vanguardista de rock: Kenso. Lanzado a finales del año 1980. 
A pesar del escaso éxito del álbum, Hoy en día se le considera una obra olvidada de culto y es considerado un álbum olvidado de la escena del rock progresivo, y es igual buscado por los seguidores de culto.
En 1995 se lanzó una reedición remasterizada contando con sencillos extra, lanzado por la discográfica independiente: Arcàngelo.

## Sonido
El álbum es caracterizado por tener elementos principales del jazz, la música de fusión y contando con elementos y instrumentos musicales de la música tradicional japonesa.

## Lista de canciones
Todas las canciones escritas y compuestas por Kenso. 
| Kenso |                       |          |  |
| N.º   | Título                | Duración |  |
| 1.    | «Nihon No Mugi-Uta»   | 05:55    |  |
| 2.    | «Inei No Fue»         | 05:27    |  |
| 3.    | «Furiorosareta Yaiba» | 07:40    |  |
| 4.    | «Umi»                 | 05:32    |  |
| 5.    | «Kagome»              | 15:29    |  |
| 6.    | «Buchan No Chugaeri»  | 01:10    |  |
| 41:13 |                       |          |  |

En la reedición de 1995 se encuentran los siguientes sencillos.
- "Umi (Live Version)" - 07:40
- "Hisho No Tokimade" - 02:16
- "Shijunsetsu No Tabi" - 03:03
- "Kasukanaru Shido" - 06:30
- "Harukanaru Toki" - 03:22
- "Tabiji" - 07:53

## Personal
Algunos miembros fueron colaboradores adicionales y de sesión en la realización del álbum.
- Kumiko Tanabe - vocal
- Yoshihisa Shimizu - vocal de apoyo, guitarra de doce cuerdas, sintetizador, producción
- Shiro Yajima - vocal de apoyo, flauta
- Haruhiko Yamamoto - percusión
- Masayuki Tanaka - vocal de apoyo, bajo, sintetizador
- Kazuyuki Morishita - piano
- Atsushi Makiuchi - sintetizador, arreglista